# Tuhár
Tuhár és un poble i municipi d'Eslovàquia. Es troba a la regió de Banská Bystrica.

## Història
La primera menció escrita de la vila es remunta al 1573.

## Demografia
| Godina             | 1994 | 2004    | 2014    | 2024    |
| ------------------ | ---- | ------- | ------- | ------- |
| Nombre de persones | 471  | 414     | 370     | 326     |
| Diferència         |      | −12,10% | −10,62% | −11,89% |

| Godina             | 2023 | 2024   |
| ------------------ | ---- | ------ |
| Nombre de persones | 333  | 326    |
| Diferència         |      | −2,10% |